# Вулиця Івана Франка (Тернопіль)
Вулиця Івана Франка (до 1948 Стрілецька Вища або Реальна) — вулиця в Тернополі, на якій збереглося багато пам'яток старовинної міської архітектури. Початок вулиці з південного сходу від вулиці В'ячеслава Чорновола, яка розділяє вулиці Івана Франка і Миколи Коперника. Закінчується на північному заході на вулиці Степана Качали.

## Історія
Заселення території нинішньої Франка почалося наприкінці 17 століття. У давнину вулиця сягала міської околиці старовинного Збаразького передмістя, межею якого була Збаразька, а потім Старозбаразька дорога (пізніше вулиця).
Тут діяла каса допомоги рядовим поліції, дитяче передшкілля (дитсадок).
1893 року в гімнастичній залі приміщення польського гімнастичного товариства «Сокіл» виступав з концертом Олександр Мишуга. Ця будівля була осередком діяльності польських харцерів, під час російської окупації протягом першої світової війни її перетворили на церкву.
У 1948 році вулицю перейменували на Івана Франка — на честь видатного українського письменника, громадського діяча, філософа, науковця.

## Визначні будівлі
Уцілілі будинки на вулиці Івана Франка — характерні для забудови 19 — початку 20 століття.
В одній з кам'яниць (тоді це був № 20), що була власністю Державної скарбниці, квартирував 54-ий полк піхоти, який дислокували у місті в польський період 1920—1939 років.
На Стрілецькій Вищій також розташовувалася учительська бурса — гуртожиток для синів учителів тодішніх Тернопільського, Теребовлянського, Гусятинського, Збаразького та Скалатського повітів, які навчалися у освітніх закладах Тернополя. Будівлю було споруджено 1894 року, приміщення відповідало усім гігієнічним нормам і оцінювалося у 1901—1902 роках в 40000 корон. Нова бурса мала велике подвір'я і город. Закладом опікувалися директор Першої гімназії та вчителі. Будівля збереглася до наших днів, не надто змінившись.
Одна з давніх будівель на цій вулиці дала їй нову назву — у вересні 1890 року розпочалося будівництво оселі для польського гімнастично-пожежного товариства «Сокул». Наприкінці 1970-их років цю споруду реконструйовано на соціалістичну манеру і Тернопіль втратив ще одну архітектурну пам'ятку. Нині в цьому приміщенні працює «Палац кіно».
На вулиці Івана Франка також збереглася давня вілла — зразок респектабельного помешкання заможних тернополян. Збудована в 1894 році. Належала тернопільському лікарю Олександрові Грабовському (тепер у цьому приміщенні діє дитяча бібліотека і бібліотека-музей «Літературне Тернопілля».
Зберігся також будинок, де тривалий час містився офіс тернопільського відділення ДАК «Хліб України».

## Світлини

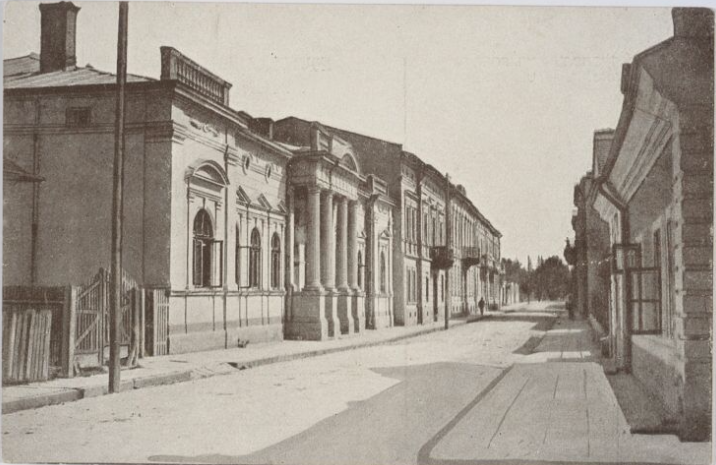
Вигляд вулиці близько 1920 року
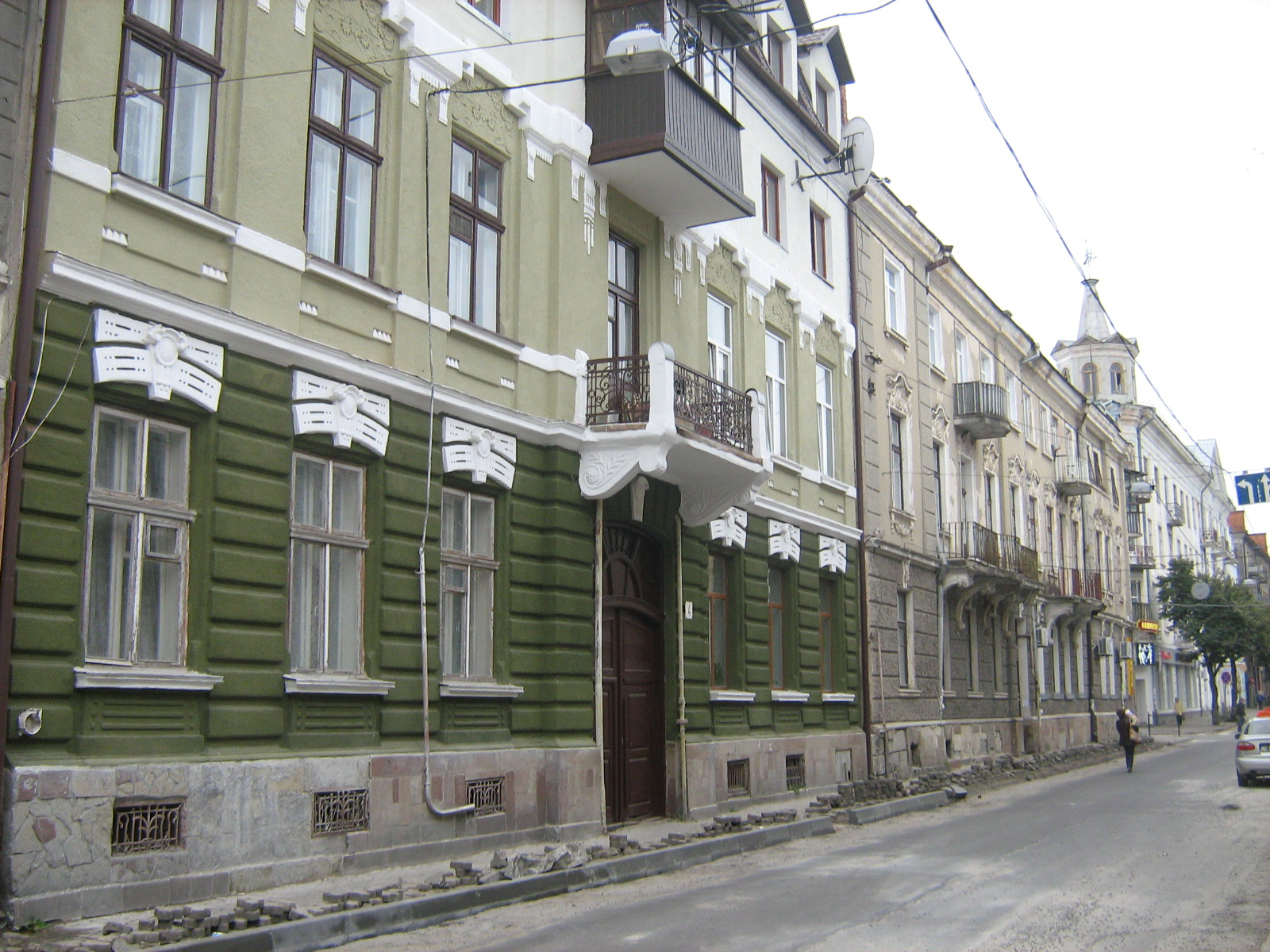
Нинішній вигляд вулиці
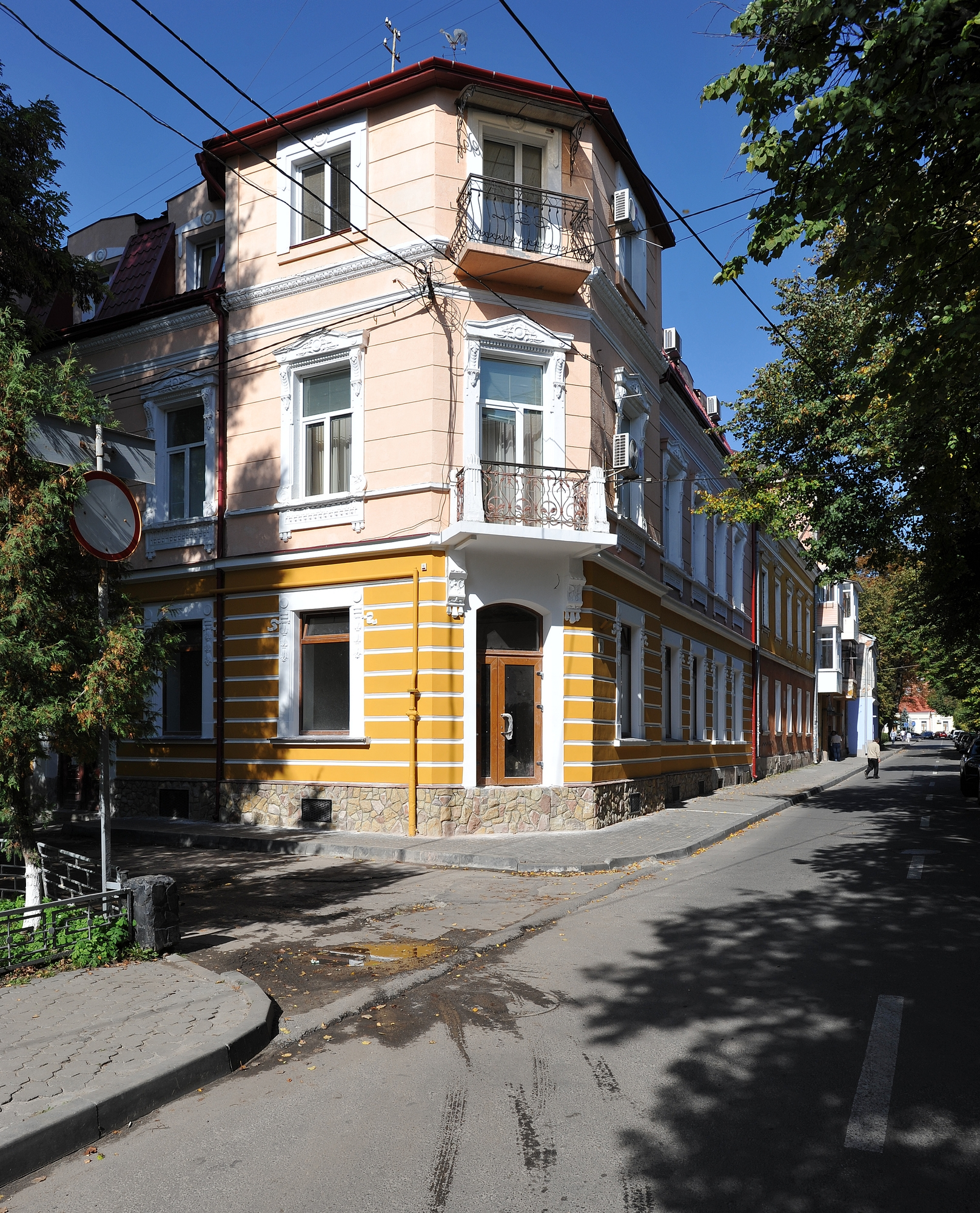
Будинок № 11
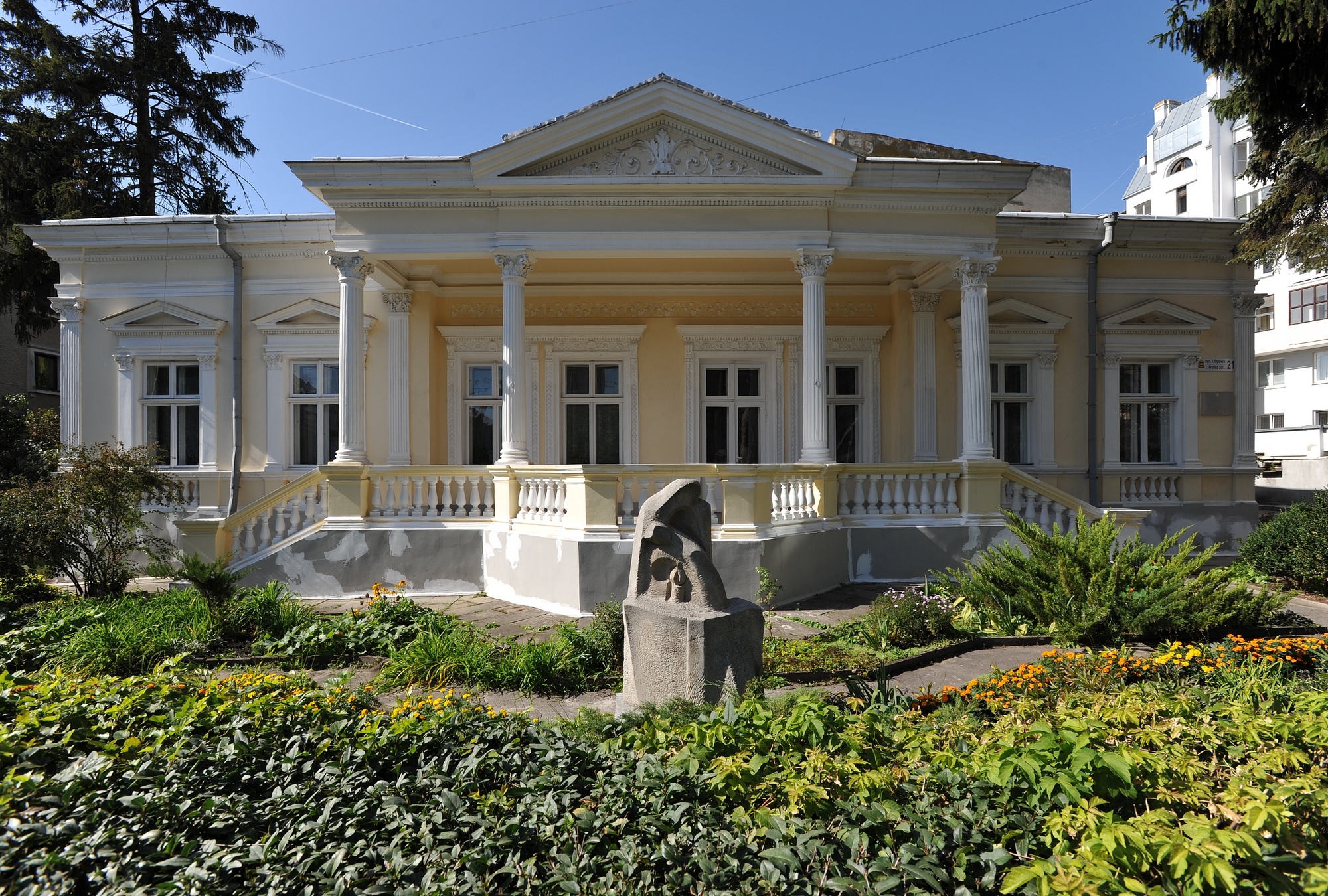
Будинок № 21, «Вілла Грабовських»